# Eddie Perkins
Eddie Perkins (* 3. März 1937 in Clarksdale, Mississippi; † 10. Mai 2012 in Chicago, Illinois) war ein US-amerikanischer Profiboxer im Leicht-, Halbwelter- und Weltergewicht.
Er bestritt mehr als 130 Boxkämpfe in über 20 Staaten und war Weltmeister der Verbände WBA und WBC im Halbweltergewicht. 2006 wurde er in die World Boxing Hall of Fame, sowie 2008 in die International Boxing Hall of Fame aufgenommen.

## Amateurkarriere
Eddie Perkins wurde in Clarksdale geboren und kam im Alter von einem Jahr mit seiner Familie nach Chicago. Seine Leidenschaft für den Boxsport entwickelte der Linksausleger durch Boxkämpfe mit Freunden, die er in Hinterhöfen austrug. Als Amateurboxer trainierte er in einem Boxclub in Chicago, der von der Schwergewichtslegende Joe Louis geführt wurde. Als Amateur gewann er 26 von 36 Kämpfen und wurde Meister von Chicago im Leichtgewicht.

## Profikarriere
1956 wechselte er im Alter von 19 Jahren ins Profilager und wurde von Frank Tomaso und Johnny Coulon trainiert und gemanagt. Bis Januar 1960 boxte er nur mit mäßigem Erfolg und bestritt in diesem Zeitraum 23 Kämpfe, darunter 16 Siege und 7 Niederlagen. Dabei besiegte er 1958 den Olympiasieger Charles Adkins durch K. o. in der ersten Runde. Am 28. November 1959 erlitt er in Mexiko-Stadt die einzige vorzeitige Niederlage seiner Karriere, als er dem Mexikaner Alfredo Urbina durch t.K.o. in Runde 7 unterlag. Es war zugleich sein erster Kampf außerhalb der USA.
In den zehn folgenden Kämpfen besiegte er unter anderem den ungeschlagenen, späteren Doppelweltmeister Carlos Hernández und qualifizierte sich somit für einen Weltmeisterschaftskampf im Halbweltergewicht gegen den Italiener Duilio Loi (106 Siege – 2 Niederlagen). Der am 21. Oktober 1961 in Mailand ausgetragene Kampf endete unentschieden, womit Loi zwar Weltmeister blieb, aber ein Rückkampf angesetzt wurde.
Diesen gewann Perkins am 14. September 1962 in Mailand durch einen einstimmigen Punktesieg über 15 Runden und wurde damit WBA-Weltmeister. Den Titel verlor er jedoch bereits im direkten Rückkampf am 15. Dezember 1962 nach Punkten. Duilio Loi trat anschließend vom Boxsport zurück.
Am 15. Juni 1963 erhielt er erneut die Chance auf den Weltmeistertitel der WBA und zusätzlich des vakanten WM-Titels der WBC im Halbweltergewicht. Dabei boxte er in Manila gegen Roberto de la Cruz, der den WBA-Titel durch einen Erstrunden-K. o. gegen Raymundo Torres (47-4) gewonnen hatte. Perkins gewann den Kampf über 15 Runden einstimmig nach Punkten und hatte de la Cruz in der ersten Runde auch am Boden. Anschließend verteidigte er die beiden Titel am 4. Januar 1964 in Tokio durch K. o. gegen den Japaner Yoshinori Takahashi und am 18. April 1964 in Kingston (Jamaika) nach Punkten gegen George Grant.
Am 18. Januar 1965 unterlag er in Caracas knapp nach Punkten Carlos Hernández, den er im Juni 1961 schon mal besiegt hatte. Eine weitere Niederlage erlitt er sieben Monate später gegen José Nápoles (40-3), was eine erneute WM-Chance verhinderte. Dennoch schlug er weiterhin eine Reihe international starker Gegner, wie den Ex-Europameister Børge Krogh (36-3), den Britischen Meister Maurice Cullen (42-7), den Japanischen Meister Tetsuo Furuyama (18-1), den ungeschlagenen Commonwealth-Champion Clyde Gray (21-0) und den Ex-WBC-Weltmeister Pedro Adigue.
Am 3. September 1970 boxte er in Wien gegen den amtierenden Europameister Hans Orsolics. Orsolics war der jüngste Titelträger in der Geschichte der Europäischen Box Union und hatte sich durch eine Reihe spektakulärer Siege an die Spitze der Weltrangliste geboxt. Für den 20. November 1970 war bereits sein Kampf um den Weltmeistertitel gegen José Nápoles ausverhandelt, jedoch entschloss sich Orsolics’ Management aus fragwürdigen Motiven, vorher noch einen Testkampf gegen Eddie Perkins durchzuführen. Perkins gewann den Kampf schließlich durch K. o. in der vierten Runde, wobei Orsolics minutenlang nicht mehr auf die Beine kam und auch seine WM-Chance gegen Nápoles verlor.
Am 19. Oktober 1971 gewann er einstimmig nach Punkten gegen den späteren WBA-Weltmeister Ángel Espada. Am 30. Januar 1973 wurde er durch Punktesieg gegen den mehrfachen WM-Herausforderer Armando Muñíz Nordamerika-Meister der NABF im Weltergewicht und gewann auch den Rückkampf nach Punkten. Gegen WBC-Weltmeister Rocky Mattioli verlor er jedoch im August 1974 nach Punkten.
Seinen letzten Kampf bestritt er am 31. Mai 1975 in Köln gegen den Österreicher Franz Csandl und verlor nach Punkten.

## Privatleben
Eddie Perkins wuchs mit einem Bruder und zwei Schwestern auf und hatte die Phillips High School besucht, bevor er mit dem Boxen begann. Zusammen mit seiner Ehefrau hatte er zwei Söhne und eine Tochter.
Während seiner 19-jährigen Profiboxkarriere kam er um die ganze Welt und war in Ländern wie Japan, Mexiko, den Philippinen, Venezuela, Kolumbien, Jamaika in der Karibik, dem Inselstaat Trinidad und Tobago, Guyana, Ecuador, Südafrika, Argentinien, Brasilien, Chile, Costa Rica, Puerto Rico und Australien.
Bei Auftritten in Europa war er in Mailand (Italien), Paris (Frankreich), London (England), Kopenhagen (Dänemark), Wien (Österreich) und Köln (Deutschland) zu sehen.
Nach seinem Rücktritt vom aktiven Sport trainierte er Nachwuchsboxer der Leo High School und arbeitete als Manager bei der Chicago Sun-Times.

## Tod
Der im Laufe seines Lebens an Demenz und Diabetes mellitus erkrankte Eddie Perkins verstarb am 10. Mai 2012 im Alter von 75 Jahren, in seinem Wohnhaus in Chicago.